# Izidor Predan
Izidor Predan, noto anche con lo pseudonimo di Dorič (Grimacco, 7 maggio 1932 – Matajur, 11 agosto 1996), è stato un giornalista, scrittore e poeta italiano di lingua slovena.
È considerato uno dei protagonisti della vita culturale e politica degli sloveni in Italia, specificatamente della Slavia friulana.

## Biografia
Dopo le scuole elementari italiane, frequentò la scuola partigiana e continuò a studiare lo sloveno con lezioni private a Gorizia.
Nel 1949 venne nominato segretario dei giovani del Fronte Democratico degli Sloveni.
Quando nel 1950 venne costituito il consorzio per la pubblicazione del giornale Matajur, fu tra i soci fondatori e componente della redazione.
Venne duramente osteggiato per la sua attività a favore della diffusione della lingua slovena in Friuli, che gli valse anche il carcere.
Nel periodo 1960-1974 fu presidente del Circolo culturale Ivan Trinko.
Nel 1974 divenne direttore del Novi Matajur.
Fu organizzatore di numerose manifestazioni degli sloveni: tra le tante, dal 1964 organizzò il Giorno dell'Emigrante (Dan emigranta) e fu tra i promotori e organizzatori dell'Incontro tra popoli vicini Kamenica.
Pubblicò diversi lavori sul Novi Matajur e su altre pubblicazioni, poi raccolte in volume. Particolarmente seguita era la sua rubrica Piše Petar Matajurac.
Fu scrittore di poesie e di lavori teatrali, il primo Moder hlapac (1970) venne rappresentato dal Teatro Stabile Sloveno di Trieste, e successivamente nel 1979 anche dal Beneško gledališče. Seguirono Beneška ojcet (1976), Emigrant (1977), Žganjarji (1978), Kaplan Martin Čedermac (1980) in Prepoved (1985). Presso il Beneško gledališče fu anche attore di ruoli principali.
Morì in seguito a un malore proprio durante un discorso ufficiale all'Incontro degli Sloveni sul Matajur.
Nel 2023 il regista Aljaž Škrlep presentò un documentario a lui dedicato.

## Opere
- (SL) Nogavica z zlatniki, 1950.
- (SL) Mali Tončič noče biti "sclav", Trieste, Editoriale Stampa Triestina, 1971.
- (SL) Hlapec Jernej in njegova pravica: drama v beneškem narečju, 1983.
- (SL) Spomin na Doriča, Liessa (UD), Kulturno društvo Rečan, 1996.
- (SL) Piše Petar Matajurac, Trieste - Cividale del Friuli, Devin - Novi Matajur, 1997.
- (SL) Dorič: pet gledaliških besedil Izidorja Predana, Cividale del Friuli - San Pietro al Natisone, Lipa, 1998.
- (SL) V nebu luna plava: našemu pesniku u spomin, Liessa (UD), Kulturno društvo Rečan, 2000.
- (SL) Desetnjak Dorič pripoveduje: pričevanje Benečana Izidorja Predana, Gorizia, Sklad Dorče Sardoč, 2005, ISBN 88-7174-078-5.